# كوبي براينت
كوبي براينت (وُلد في 23 أغسطس عام 1978 – توفي في 26 يناير عام 2020) هو لاعب كرة سلة أمريكي محترف سابق. لعب كوبي في مركز «شوتنغ غارد» أو مدافع مسدد الهدف، ودخل الرابطة الوطنية لكرة السلة «إن بي إيه» مباشرة من المدرسة الثانوية، ولعب 20 موسمًا في مسيرته في الدوري مع فريق لوس أنجلوس ليكرز. فاز براينت بـ 5 بطولات في الإن بي إيه، واختير 18 مرة ضمن فريق كل النجوم، و 15 مرة ضمن فريق أفضل لاعبي الـ NBA، و 12 مرة ضمن فريق أفضل مدافعي الـ NBA، وحصل على لقب إم في بي MVP في موسم 2008، وحاز على لقب إم في بي النهائيات مرتين. يُعتبر كوبي براينت واحدًا من أعظم لاعبي كرة السلة في التاريخ، وكان أفضل هداف في ال (إن بي إيه) خلال موسمين، وحصل بذلك على المرتبة الرابعة في تاريخ الدوري ضمن فئة أفضل هداف في الموسم وأفضل هداف فيما بعد الموسم.
كوبي هو ابن لاعب ال (إن بي إيه) السابق جو براينت. درس كوبي في ثانوية لُوَر ميريون في ولاية بنسلفانيا، وحاز على شهرة هناك بصفته أفضل لاعب كرة سلة على مستوى ثانويات البلد. عقب تخرجه، دخل ضمن ال (إن بي إيه) درافت عام 1996 واختاره فريق شارلوت هورنتس، وكان ترتيبه في المرتبة pick رقم 13، ثم قايض فريق هورنتس كوبي مع فريق الليكرز. عندما كان براينت في سنته الأولى، استطاع بناء سمعة لنفسه باعتباره نجمًا في مقتبل عمره، وكسب محبة المشجعين عندما فاز في مسابقة السلام دانك عام 1997، كما اختير ضمن فريق كل النجوم في موسمه الثاني. وعلى الرغم من نشوب خلاف بين كوبي وزميله شاكيل أونيل، قاد الثنائي فريقهما الليكرز للفوز بثلاث بطولات متتالية من موسم عام 2000 وحتى 2002. في عام 2003، اتُهم براينت بالاعتداء الجنسي. رُفعت تهم جنائية ضد براينت، ثم أُسقطت بعدما رفضت المتهمة الإدلاء بشهادتها، ثم توصل الطرفان إلى حل دعوى مدنية بعيدًا عن أروقة المحكمة. أنكر براينت تهمة الاعتداء، لكنه اعترف بممارسة العلاقة الجنسية، وقدم اعتذارًا عامًا بخصوص ذلك، لكن من المتفق عليه أن تلك الادعاءات شوهت صورة كوبي براينت العامة، وأدت إلى خسارته عددًا من الرعاة التجاريين.
بعدما خسر فريق الليكرز نهائيات موسم 2004، استُبدل أونيل من الفريق، وأصبح براينت الركيزة الأساسية لفريق الليكرز. تصدر كوبي قائمة هدافي الموسم خلال موسمي 2005–2006 و 2006–2007. في عام 2006، أحرز كوبي أعلى عدد من النقاط خلال مسيرته، وهو 81 نقطة، وهو ثاني أعلى رقم من النقاط المسجلة خلال مباراة واحدة في تاريخ الدوري، بينما يحتل ويلت تشامبرلين المركز الأول بـ 100 نقطة في مباراة واحدة في موسم عام 1962. قاد براينت فريقه الليكرز إلى الفوز ببطولتين متتاليتين في موسمي 2009 و 2010، وحاز لقب إم في بي النهائيات في نهائيات كلا الموسمين. كان براينت من أفضل لاعبي الدوري حتى عام 2013، عندها عانى من تمزق وتر أخيل بينما كان في الـ 34 من عمره. تعافى كوبي من الإصابة، لكنه عانى من إصابات في الركبة والكتف منعته من اللعب خلال الموسمين اللاحقين على الترتيب. تقاعد براينت عقب انتهاء موسم 2015–2016 بعدما لاحظ تدني مقدراته الجسدية.
عندما بلغ براينت سنواته الـ 34 وأيامه الـ 104، كان أصغر لاعب في تاريخ الإن بي إيه يحرز 30 ألف نقطة خلال مسيرته. أصبح أيضًا المسدد رقم واحد في تاريخ فريق الليكرز في الأول من شهر فبراير عام 2010، متجاوزًا بذلك جيري ويست. كان براينت أيضًا أول لاعب في تاريخ ال (إن بي إيه) من مركز الغارد يلعب 20 موسمًا متتاليًا. في عام 2018، حاز براينت على جائزة أوسكار لأفضل فيلم رسوم متحركة قصير في عام 2017، وذلك عن فيلمه دير باسكيتبول (عزيزتي السلة).
توفي براينت في سن الـ 41 إلى جانب ابنته جيانا البالغة من العمر 13، بالإضافة إلى 7 أشخاص آخرين، في حادثة تحطم مروحية خاصة في كالاباساس في ولاية كاليفورنيا.

## بدايته
بدأ براينت علاقته مع كرة السلة ودوري الرابطة الوطنية لكرة السلة بعد إنهاء المرحلة الثانوية عام 1996 مع فريق لوس أنجلوس ليكرز وكانت تلك الفترة من أقل فترات النادي سطوعًا في موسم 97 (توضيح) حقق براينت جائزة Slam Dunk All-Star Contest حيث جاء بالمركز الأول.

## تشكيل ثُنائي
اجتمع شاكيل أونيل وكوبي براينت في فريق واحد و شكلوا ثنائي وأعادوا الفريق للألقاب مرة أخرى بعد فترة ركود الفريق في التسعينات عندما قادا فريق لوس أنجلس ليكرز إلى الفوز ببطولة دوري الرابطة الوطنية لكرة السلة ثلاث مرات متتالية أعوام (2002، 2001، 2000) وأعادوه إلى أمجاد الثمانينات بقيادة كريم عبد الجبار وماجيك جونسون.

## افتراق الثنائي
بعد رحيل أونيل في 2004، أصبح براينت حجر الزاوية لفريق اللايكرز، في عام 2006، قام براينت بتسجيل 81 نقطة ضد فريق تورونتو رابتورز، ثاني أكثر النقاط في التاريخ بعد ويلت تشامبرلاين، الذي أدخل 100 (عدد) نقطة في مباراة واحدة.

## قضية الاغتصاب
في عام 2003، سلطت عليه الأضواء الإعلامية حين اُتهم باعتداء جنسي في فندق في إدواردز، كولورادو على موظفة هناك. اعترف براينت بإقامة علاقة مع الموظفة، ولكنه لم يقم بالاعتداء عليها. في سبتمبر 2004، أسقطت القضية عن براينت بعد ما قالت الموظفة أنها غير مستعدة للإدلاء بالشهادة.

## فوزه باللقب مُجددًا
في موسم 2009 أثبت كوبي براينت أنه قادر على قيادة الفريق للألقاب من دون زميله السابق شاكيل أونيل وأعاد الفريق للقب بعد سبع سنوات من الغياب.

## ألقاب
حصل براينت على جائزة اللاعب الأثمن للموسم 2007-2008     بعد قيادة فريقه إلى نهائي الرابطة الوطنية لكرة السلة عام 2008، وفي نفس الموسم فاز بالميدالية الذهبية كجزء من فريق الألعاب الأولمبية في بكين عام 2008 لكرة السلة. على مستوى دوري الرابطة الوطنية لكرة السلة أحرز مع فريق لوس أنجلوس لايكرز دوري الرابطة الوطنية لكرة السلة خمس مرات، منها ثلاث مرات أعوام (2000، 2001، 2002، 2009، 2010)، أما على مستوى المنتخب شارك مع منتخب الولايات المتحدة لكرة السلة المشارك في الألعاب الأولمبية في بكين عام 2008 والألعاب الأولمبية في لندن 2012 الذي حصل على المركز الأول في تلك المشاركتين.

## إحصائيات إن بي أي المهنية

### موسم عادي
| السنة    | الفريق            | لعب   | بدأ   | دقيقة | ميداني% | ثلاثية | حرة  | ارتداد | صنع | استلاب | تصدي | نقطة  |
| -------- | ----------------- | ----- | ----- | ----- | ------- | ------ | ---- | ------ | --- | ------ | ---- | ----- |
| 1996–97  | لوس أنجلوس ليكرز ‏ | 71    | 6     | 15.5  | .417    | .375   | .819 | 1.9    | 1.3 | .7     | .3   | 7.6   |
| 1997–98  | لوس أنجلوس ليكرز ‏ | 79    | 1     | 26.0  | .428    | .341   | .794 | 3.1    | 2.5 | .9     | .5   | 15.4  |
| 1998–99  | لوس أنجلوس ليكرز ‏ | 50*   | 50*   | 37.9  | .465    | .267   | .839 | 5.3    | 3.8 | 1.4    | 1.0  | 19.9  |
| 1999–00  | لوس أنجلوس ليكرز ‏ | 66    | 62    | 38.2  | .468    | .319   | .821 | 6.3    | 4.9 | 1.6    | .9   | 22.5  |
| 2000–01  | لوس أنجلوس ليكرز ‏ | 68    | 68    | 40.9  | .464    | .305   | .853 | 5.9    | 5.0 | 1.7    | .6   | 28.5  |
| 2001–02  | لوس أنجلوس ليكرز ‏ | 80    | 80    | 38.3  | .469    | .250   | .829 | 5.5    | 5.5 | 1.5    | .4   | 25.2  |
| 2002–03  | لوس أنجلوس ليكرز ‏ | 82    | 82*   | 41.5  | .451    | .383   | .843 | 6.9    | 5.9 | 2.2    | .8   | 30.0  |
| 2003–04  | لوس أنجلوس ليكرز ‏ | 65    | 64    | 37.6  | .438    | .327   | .852 | 5.5    | 5.1 | 1.7    | .4   | 24.0  |
| 2004–05  | لوس أنجلوس ليكرز ‏ | 66    | 66    | 40.7  | .433    | .339   | .816 | 5.9    | 6.0 | 1.3    | .8   | 27.6  |
| 2005–06  | لوس أنجلوس ليكرز ‏ | 80    | 80    | 41.0  | .450    | .347   | .850 | 5.3    | 4.5 | 1.8    | .4   | 35.4* |
| 2006–07  | لوس أنجلوس ليكرز ‏ | 77    | 77    | 40.8  | .463    | .344   | .868 | 5.7    | 5.4 | 1.4    | .5   | 31.6* |
| 2007–08  | لوس أنجلوس ليكرز ‏ | 82*   | 82*   | 38.9  | .459    | .361   | .840 | 6.3    | 5.4 | 1.8    | .5   | 28.3  |
| 2008–09  | لوس أنجلوس ليكرز ‏ | 82*   | 82*   | 36.1  | .467    | .351   | .856 | 5.2    | 4.9 | 1.5    | .5   | 26.8  |
| 2009–10  | لوس أنجلوس ليكرز ‏ | 73    | 73    | 38.8  | .456    | .329   | .811 | 5.4    | 5.0 | 1.5    | .3   | 27.0  |
| 2010–11  | لوس أنجلوس ليكرز ‏ | 82    | 82*   | 33.9  | .451    | .323   | .828 | 5.1    | 4.7 | 1.2    | .1   | 25.3  |
| 2011–12  | لوس أنجلوس ليكرز ‏ | 58    | 58    | 38.5  | .430    | .303   | .845 | 5.4    | 4.6 | 1.2    | .3   | 27.9  |
| 2012–13  | لوس أنجلوس ليكرز ‏ | 78    | 78    | 38.6  | .463    | .324   | .839 | 5.6    | 6.0 | 1.4    | .3   | 27.3  |
| 2013–14  | لوس أنجلوس ليكرز ‏ | 6     | 6     | 29.5  | .425    | .188   | .857 | 4.3    | 6.3 | 1.2    | .2   | 13.8  |
| 2014–15  | لوس أنجلوس ليكرز ‏ | 35    | 35    | 34.5  | .373    | .293   | .813 | 5.7    | 5.6 | 1.3    | .2   | 22.3  |
| 2015–16  | لوس أنجلوس ليكرز ‏ | 66    | 66    | 28.2  | .358    | .285   | .826 | 3.7    | 2.8 | .9     | .2   | 17.6  |
| مسيرة    | مسيرة             | 1,346 | 1,198 | 36.1  | .447    | .329   | .837 | 5.2    | 4.7 | 1.4    | .5   | 25.0  |
| أول-ستار | أول-ستار          | 15    | 15    | 27.6  | .500    | .324   | .789 | 5.0    | 4.7 | 2.5    | .4   | 19.3  |

### تصفيات
| السنة | الفريق            | لعب | بدأ | دقيقة | ميداني% | ثلاثية | حرة  | ارتداد | صنع | استلاب | تصدي | نقطة |
| ----- | ----------------- | --- | --- | ----- | ------- | ------ | ---- | ------ | --- | ------ | ---- | ---- |
| 1997 ‏ | لوس أنجلوس ليكرز ‏ | 9   | 0   | 14.8  | .382    | .261   | .867 | 1.2    | 1.2 | .3     | .2   | 8.2  |
| 1998 ‏ | لوس أنجلوس ليكرز ‏ | 11  | 0   | 20.0  | .408    | .214   | .689 | 1.9    | 1.5 | .3     | .7   | 8.7  |
| 1999 ‏ | لوس أنجلوس ليكرز ‏ | 8   | 8   | 39.4  | .430    | .348   | .800 | 6.9    | 4.6 | 1.9    | 1.3  | 19.8 |
| 2000 ‏ | لوس أنجلوس ليكرز ‏ | 22  | 22  | 39.0  | .442    | .344   | .754 | 4.5    | 4.4 | 1.5    | 1.5  | 21.1 |
| 2001 ‏ | لوس أنجلوس ليكرز ‏ | 16  | 16  | 43.4  | .469    | .324   | .821 | 7.3    | 6.1 | 1.6    | .8   | 29.4 |
| 2002 ‏ | لوس أنجلوس ليكرز ‏ | 19  | 19  | 43.8  | .434    | .379   | .759 | 5.8    | 4.6 | 1.4    | .9   | 26.6 |
| 2003 ‏ | لوس أنجلوس ليكرز ‏ | 12  | 12  | 44.3  | .432    | .403   | .827 | 5.1    | 5.2 | 1.2    | .1   | 32.1 |
| 2004 ‏ | لوس أنجلوس ليكرز ‏ | 22  | 22  | 44.2  | .413    | .247   | .813 | 4.7    | 5.5 | 1.9    | .3   | 24.5 |
| 2006 ‏ | لوس أنجلوس ليكرز ‏ | 7   | 7   | 44.9  | .497    | .400   | .771 | 6.3    | 5.1 | 1.1    | .4   | 27.9 |
| 2007 ‏ | لوس أنجلوس ليكرز ‏ | 5   | 5   | 43.0  | .462    | .357   | .919 | 5.2    | 4.4 | 1.0    | .4   | 32.8 |
| 2008 ‏ | لوس أنجلوس ليكرز ‏ | 21  | 21  | 41.1  | .479    | .302   | .809 | 5.7    | 5.6 | 1.7    | .4   | 30.1 |
| 2009 ‏ | لوس أنجلوس ليكرز ‏ | 23  | 23  | 40.8  | .457    | .349   | .883 | 5.3    | 5.5 | 1.7    | .9   | 30.2 |
| 2010 ‏ | لوس أنجلوس ليكرز ‏ | 23  | 23  | 40.1  | .458    | .374   | .842 | 6.0    | 5.5 | 1.3    | .7   | 29.2 |
| 2011 ‏ | لوس أنجلوس ليكرز ‏ | 10  | 10  | 35.4  | .446    | .293   | .820 | 3.4    | 3.3 | 1.6    | .3   | 22.8 |
| 2012 ‏ | لوس أنجلوس ليكرز ‏ | 12  | 12  | 39.7  | .439    | .283   | .832 | 4.8    | 4.3 | 1.3    | .2   | 30.0 |
| مسيرة | مسيرة             | 220 | 200 | 39.3  | .448    | .331   | .816 | 5.1    | 4.7 | 1.4    | .6   | 25.6 |

## وفاته
تُوفي كوبي براينت وابنته جينا (13 عامًا) في 26 يناير 2020 بسبب تحطم طائرة هيلكوبتر في كالاباساس في جنوب ولاية كاليفورنيا. كما توفي في الحادث 7 أشخاص آخرون هم جون ألتوبيلي (مدرب كرة السلة لفريق كلية أورانج كوست) وزوجته كيري وابنتهما أليشا، وسارة شستر وابنتها بايتون، ومدربة كرة السلة كريستينا ماوزر والطيار أرا زوبيان.

## روابط خارجية
- كوبي براينت على موقع IMDb (الإنجليزية)
- كوبي براينت على موقع ميتاكريتيك (الإنجليزية)
- كوبي براينت على موقع الموسوعة البريطانية (الإنجليزية)
- كوبي براينت على موقع روتن توميتوز (الإنجليزية)
- كوبي براينت على موقع قاعدة بيانات الأفلام العربية
- كوبي براينت على موقع ألو سيني (الفرنسية)
- كوبي براينت على موقع ميوزك برينز (الإنجليزية)
- كوبي براينت على موقع رولينغ ستون (الإنجليزية)
- كوبي براينت على موقع أول موفي (الإنجليزية)
- كوبي براينت على موقع إن إن دي بي (الإنجليزية)
- كوبي براينت على موقع الاتحاد الدولي لكرة السلة (الإنجليزية)
- كوبي براينت على موقع إن بي أي (الإنجليزية)
- كوبي براينت على موقع سبورتس رفرنس (الإنجليزية)
- كوبي براينت على موقع كرة السلة الأوروبية.كوم (الإنجليزية)
- كوبي براينت على موقع DraftExpress.com (الإنجليزية)
- كوبي براينت على موقع إي إس بي إن.كوم (الإنجليزية)
- كوبي براينت على موقع ريلجم (الإنجليزية)
- كوبي براينت على موقع بروبوليرز (الإنجليزية)
- كوبي براينت على موقع سبورتس رفرنس (الإنجليزية)
- كوبي براينت على موقع اللجنة الأولمبية الدولية (الإنجليزية)